# Plasma sanguin
Pour les articles homonymes, voir Plasma.

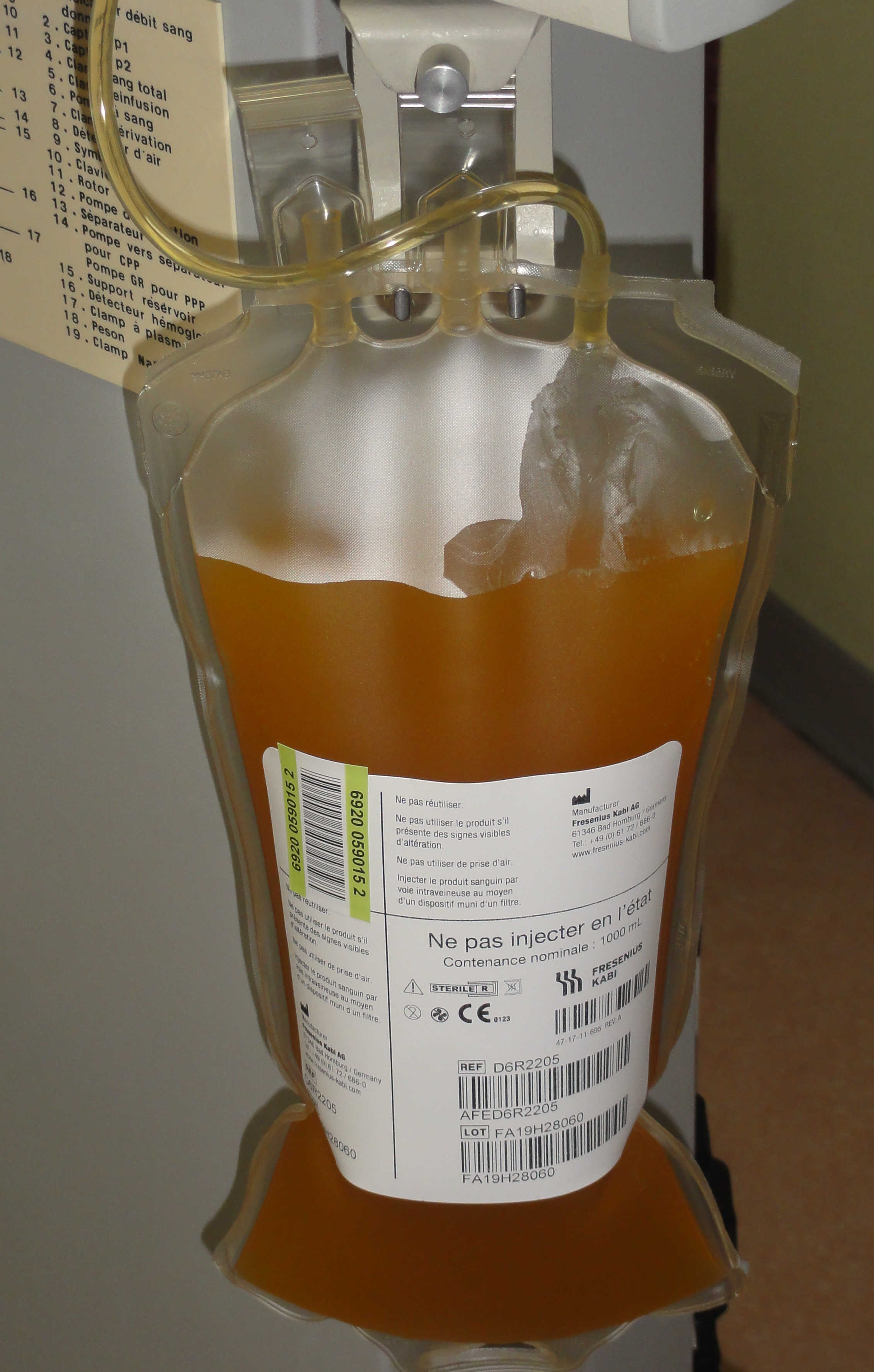
Poche de plasma de 875 ml obtenue après un don en plasmaphérèse de 1h07, à Valenciennes, en France.

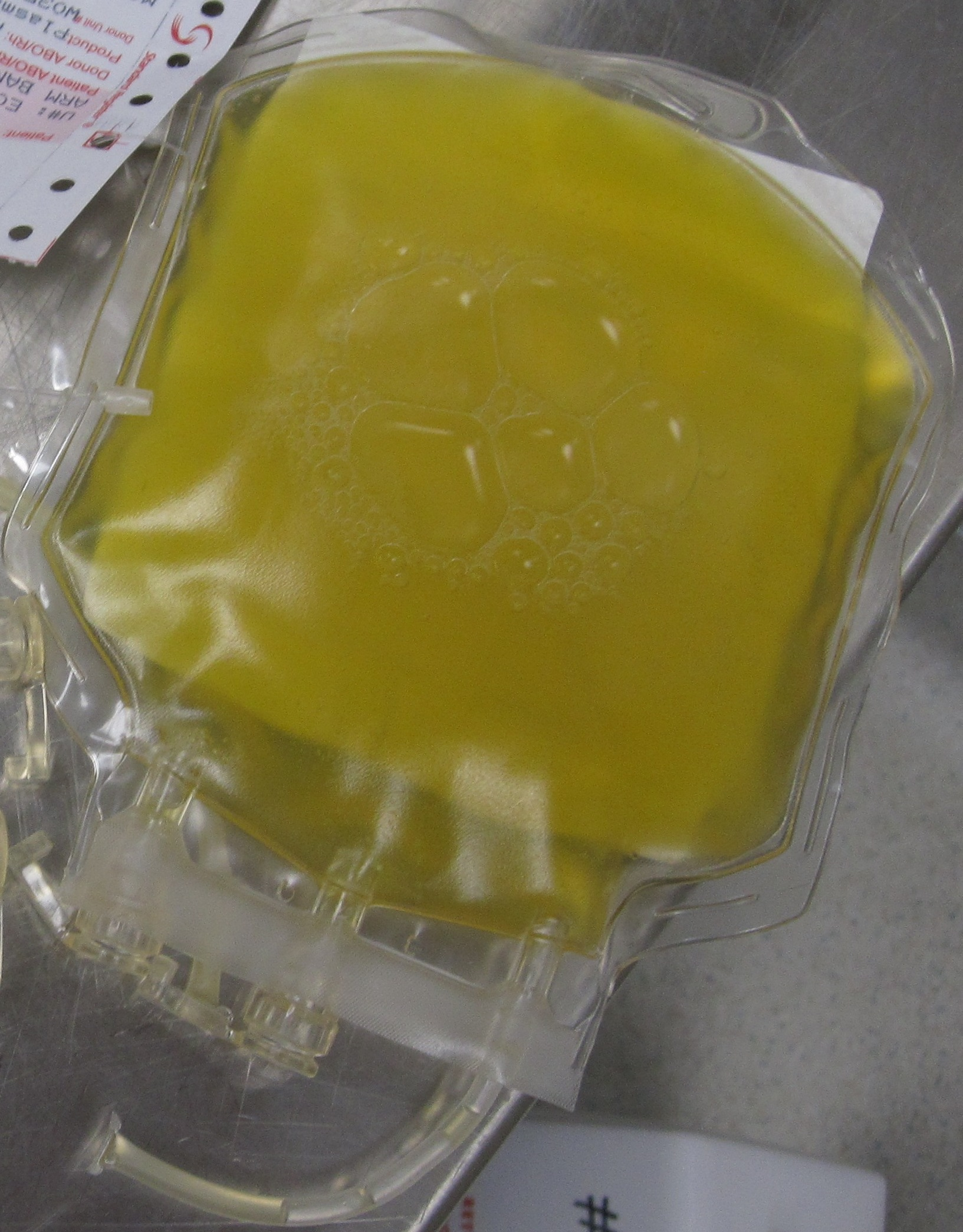
Une poche de plasma frais congelé.

Le plasma sanguin est le composant liquide du sang, dans lequel les cellules sanguines sont en suspension. Il constitue 55 % du volume total du sang.
Il sert à transporter les cellules sanguines et les hormones à travers le corps. Généralement, on retrouve environ 2 750 à 3 300 ml de plasma dans le corps d'un adulte.
L'extraction du plasma sanguin est effectuée par simple centrifugation ; le liquide jaunâtre que l'on observe après cette opération est le plasma sanguin.

## Historique
La première utilisation du plasma sanguin a été faite pendant la Seconde Guerre mondiale. Le programme du Blood for Britain supervisé par le docteur Charles R. Drew a été un succès dès les années 1940 et s'est poursuivi par une collecte dans les hôpitaux de New York pour exporter le plasma vers l'Angleterre. Le docteur Drew a transformé des expérimentations, notamment sur lui-même, en des techniques de production de masse du « plasma sec » qui ont équipé l'armée américaine.
À la suite de cette invention, le docteur Drew fut nommé directeur de la Croix-Rouge ; il s'opposa à la directive des forces armées américaines qui séparait le sang/plasma en fonction de la race du donneur en argumentant qu'il n'existait pas de différence raciale mais uniquement des groupes sanguins.

## Constitution

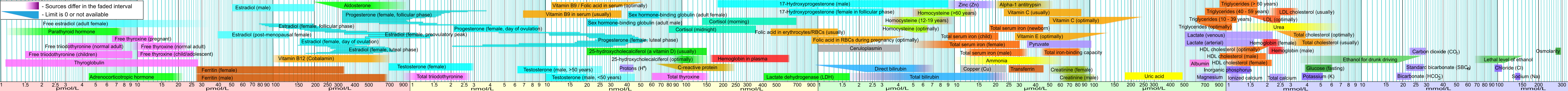
Concentration par masse des constituants du plasma sanguin.

Composé à 91 % d'eau, le plasma sanguin contient une grande variété de solutés. Parmi ces solutés, on trouve :
- les solutés minéraux : oligo-éléments et ions dissous. La concentration totale des ions est un facteur important dans le maintien de l'équilibre osmotique du sang. Certains ions ont également un effet tampon qui contribue avec les protéines plasmatiques à maintenir le pH du sang artériel entre 7,35 et 7,45 chez les humains. Les ions sont indispensables à l'excitabilité des membranes des cellules et à l'activité de beaucoup d'enzymes ;
- les gaz respiratoires (O2, CO2) ;
- les solutés organiques, parmi lesquels on distingue deux grandes catégories :
  - les substances en transit : les nutriments (lipides, glucides, acides aminés), les déchets métaboliques (urée, acide urique, bilirubine) et les hormones ;
  - les protéines plasmatiques (60 à 80 g/L) : ensemble, elles ont un effet tampon qui contribue à maintenir le pH, à équilibrer la pression osmotique (oncotique) et à conférer au sang sa viscosité.
Les divers types de protéines plasmatiques possèdent également des fonctions spécifiques.

Les éléments figurés du sang (hématies, leucocytes et plaquettes) sont à distinguer du plasma.

## Protéines plasmatiques
Le plasma contiendrait 300 protéines.
Les protéines les plus représentées en proportion sont les suivantes :
- Albumine : > 50 %
- Immunoglobulines (anticorps) : 20 % (essentiellement des IgG)
- Fibrinogène : 5 %
- Alpha 1-antitrypsine : 4 %
- Alpha-2 macroglobuline : 4 %
- Transferrine : 3 %
- Lipoprotéines (HDL et LDL) : 8 %

Cependant même des protéines faiblement représentées en quantité peuvent avoir des fonctions essentielles pour l'organisme, comme celui de la coagulation ou de l'immunité.
Plus d'une vingtaine de protéines d'intérêt thérapeutique sont extraites du plasma sanguin des donneurs, en France, principalement par le Laboratoire français du fractionnement et des biotechnologies (Arras, Lille, Les Ullis) par précipitation et chromatographie.

## Don de plasma
Le don de plasma est un acte solidaire, une alternative au don de sang. Lors d'un tel don le sang est centrifugé, le plasma collecté dans une poche et les autres éléments sanguins retournés au donneur.
En France, le don de plasma est placé sous la responsabilité de l'Établissement français du sang.

## Sources
- Laboratoire français du fractionnement et des biotechnologies